# Estil Oseberg

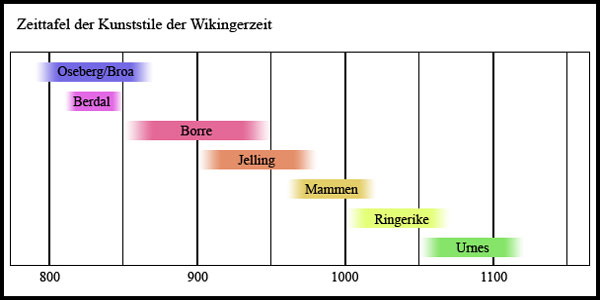
Cronologia dels estils de decoració animal escandinaus.

L'estil Oseberg, també conegut com a estil Oseberg-Broa, és la primera etapa dels estils de decoració zoomòrfica vikinga. El seu nom ve donat pel vaixell funerari d'Oseberg que contenia objectes de fusta ricament decorats i per una tomba en la localitat de Broa, Suècia.
A la segona meitat del segle cinquè es va originar a Escandinàvia arrel influències occidentals de l'art romà antic tardà i motius celtes i motius, un estil de decoració zoomòrfica, caracteritzada per la representació de figures d'animals estilitzades, amb les proporcions i anatomia subordinades a l'ornamentació. Cap a finals del segle setè, es va desenvolupar l'anomenat estil animal III o Vendel (nom donat per un gran vaixell enterrat a Uppland, Suècia), en el qual les formes animals d'etapes anteriors han evolucionat cap a l'enriquiment ornamental, d'influència irlandesa i anglosaxa, amb patrons trenats entrellaçats. L'impuls decisiu per al desenvolupament de l'estil Oseberg és la introducció de l'anomenada bèstia agafada, un ésser animal no identificat amb una forma que s'adapta segons on sigui representat.Així doncs, el motiu característic d'aquest estil són les figures de bèsties zoològicament indeterminades, amb cossos corbats i projeccions en forma de circells. En els cossos es distingeixen extremitats prènsils que s'agafen al cos d'un altre animal o al propi. Els tèxtils d'Oseberg són de les poques peces de tela que es conserven de l'art viking.
Les etapes dels estils d'ornamentació de formes animals de l'època vikinga que el van seguir són: Borre, Jelling, Mammen, Ringerike i Urnes.
Estil Berdal
Dins de l'estil Oseberg es distingeix l'estil Berdal, nom donat per una localitat noruega, que es caracteritza per la representació gairebé caricaturesca d'animals amb caps desproporcionats, cossos segmentats, datat aproximadament entre ela anys 800-850.

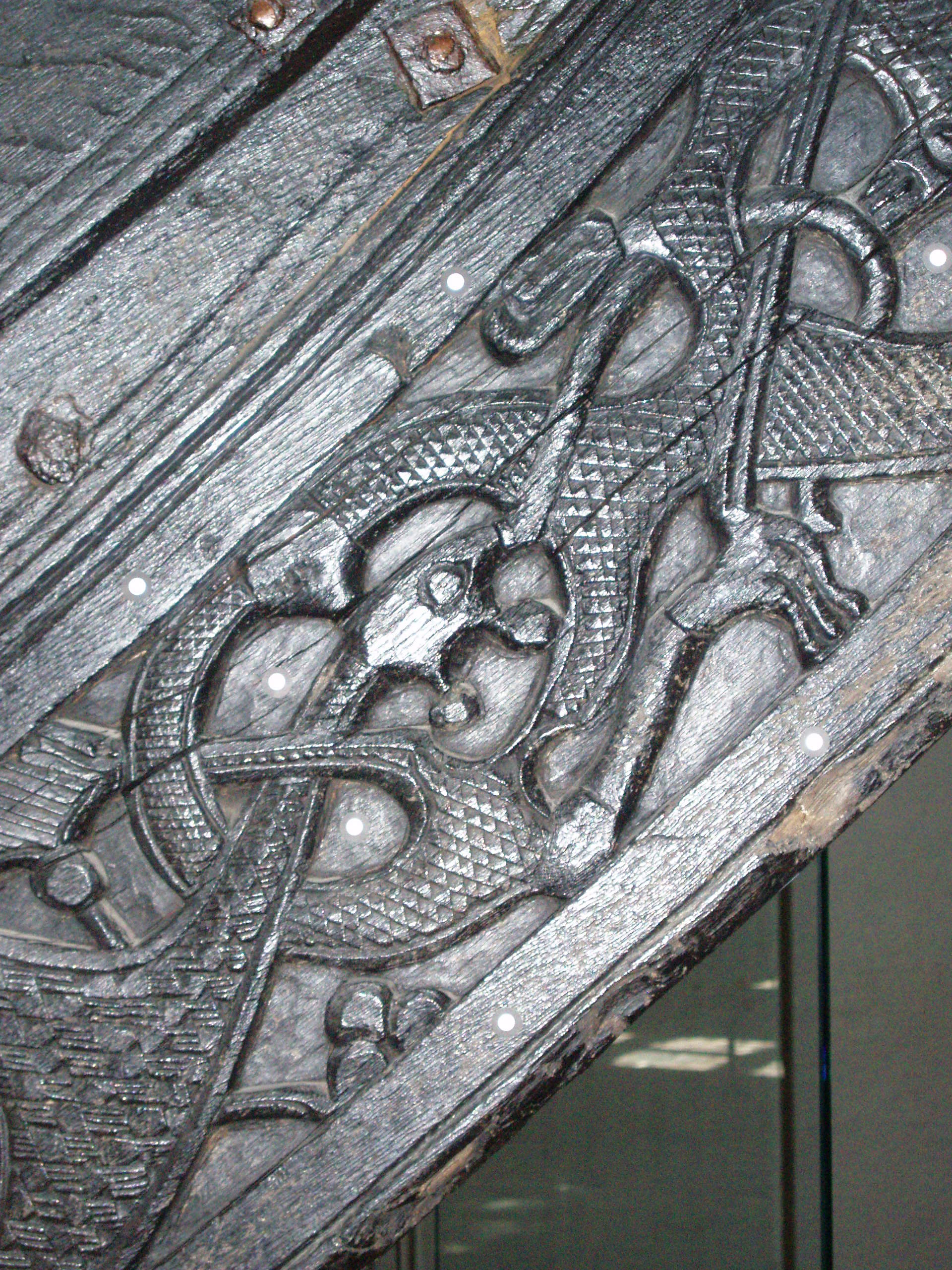
Detall de la proa del vaixell
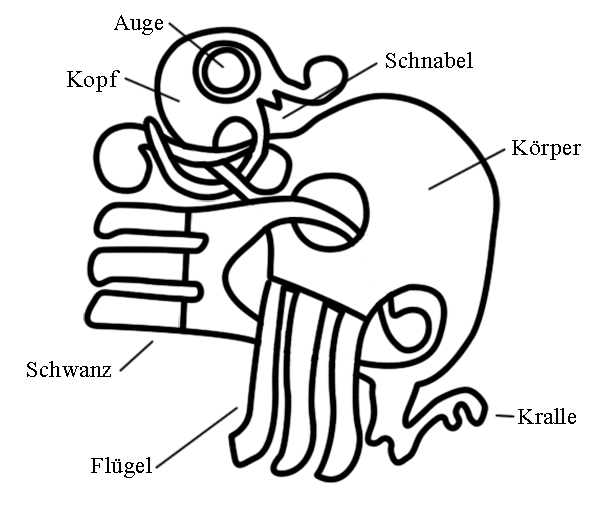
Au seminatural, en estil Berdal
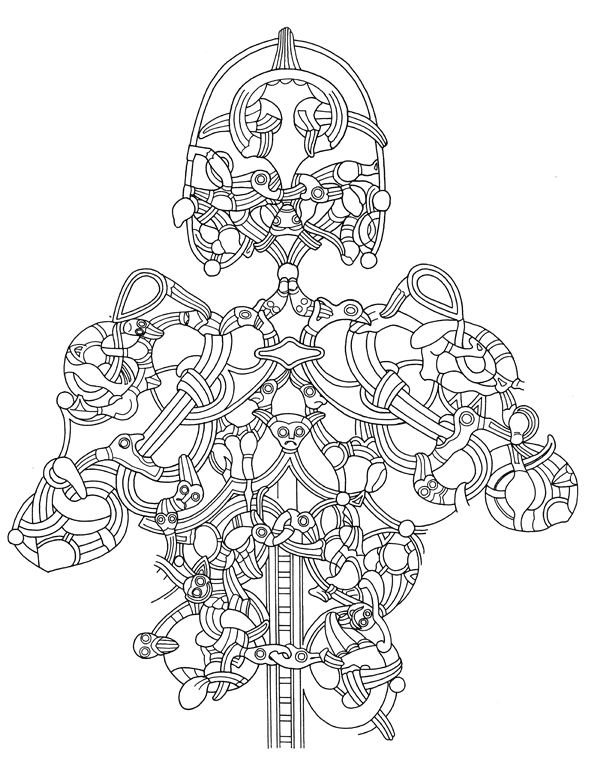
Animal de Greylag, estil Berdal